# Leucospis pulcherrima
Leucospis pulcherrima is een vliesvleugelig insect uit de familie Leucospidae. De wetenschappelijke naam is voor het eerst geldig gepubliceerd in 2007 door Nagase.